# Serrell

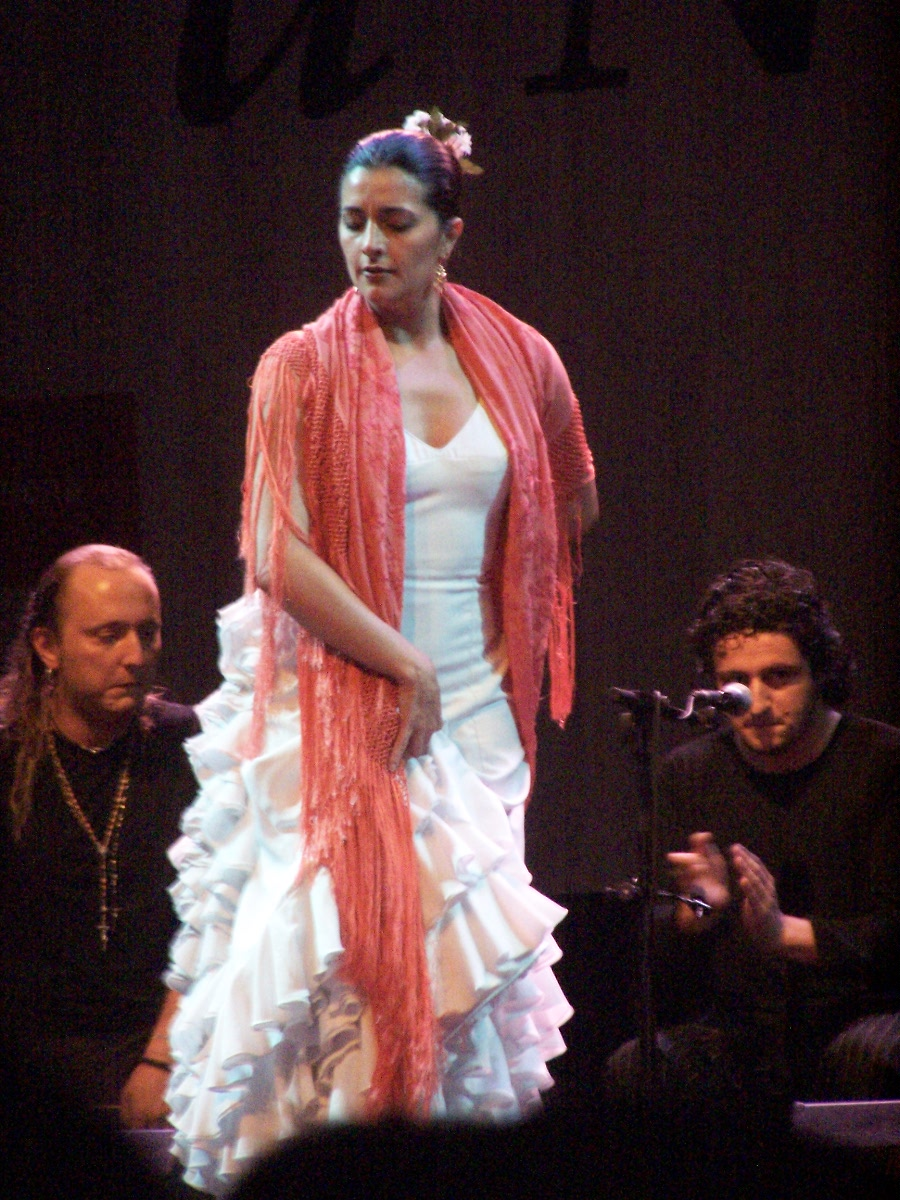
La dona vesteix un mantó de Manila de color salmó amb serrell a les vores

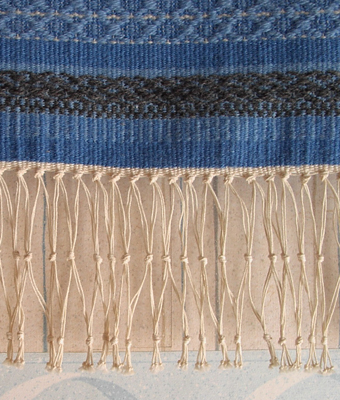
Serrell d'una catifa

Un serrell és una part d'una peça de roba feta amb fils, passades o d'ambdues coses alhora, a les vores d'un mantell, d'una flassada, d'una tovallola, d'una catifa, d'una cortina o d'una peça de teixit o de cuir, que hom deixa sense teixir perquè serveixin d'ornament fent-hi algun treball, com és ara agrupar-los en feixos. També es poden afegir en tota mena de peces de calçat i de vestir, com ara samarretes, vestits, als baixos dels pantalons, etc. o de complements, com per exemple tota mena de bosses, lligadures, cinturons, etc.
El serrell és indispensable en algunes peces de vestir tradicionals, com per exemple el mantó de Manila, i ha estat periòdicament de moda, per exemple als vestits de dona als anys 20, en tota mena de roba i complements, femenins i masculins, als anys 70 (moviment hippie), i a la dècada del 2000 (per exemple, a la col·lecció de primavera i estiu del català Custo Dalmau). A més, s'utilitza en alguns vestits d'ús religiós, militar o usats en danses i balls, als birrets d'advocats, jutges, rectors, etc. en alguns països, i com a ornamentació d'alguns animals (cavalls, per exemple) a festes majors o desfilades militars.
El serrell pot anar trenat o lliure, pot ser de diferents llargàries i de diferents materials (lli, seda, cuir, cotó, fil d'or, fibres sintètiques, etc.), pot ser del mateix color o diferent que la peça a la qual pertany, pot ser de diferents colors i pot incloure abaloris.

## Serrell d'ull
El serrell d'ull o serrell d'oli és un tipus de serrell particular que es pot fer en mantes i mocadors de llana destinats a ésser batanats al teler, durant el tissatge, entre dues mantes o dos mocadors consecutius.